# Starfield
Starfield är ett actionrollspel utvecklat av Bethesda Game Studios och var 2023, då det gavs ut, det första helt nyutvecklade spelet från studion på över 25 år. Spelet gavs ut för Microsoft Windows samt Xbox X/S. I spelet kan spelare utforska fler än 1000 olika planeter, samt ett oklart antal månar och rymdstationer. Spelet fick överlag positiv kritik och Starfield vann Golden Joystick Awards i kategorin Xbox Game of the Year.